# Нурова, Зайнаб
Зайнаб Нурова (15 сентября 1915 года, Канибадам, Кокандский уезд, Ферганская область, Туркестанское генерал-губернаторство, Российская империя — 2 мая 1979 года, Курган-Тюбе, Таджикская ССР) — доярка колхоза имени Ленина Курган-Тюбинского района Таджикской ССР. Герой Социалистического Труда (1971).
С 1930 года — рядовая колхозница хлопководческого колхоза. В 1941 году назначена звеньевой хлопководческого звена и в 1945 году — бригадиром хлопководческой бригады. С 1951 года — доярка колхоза имени Ленина Курган-Тюбинского района (сегодня — район Кушониён Хатлонской области).
В 1970 году получила высокие показатели по надою молока. Указом Президиума Верховного Совета СССР от 8 апреля 1971 года «за выдающиеся успехи, достигнутые в развитии сельскохозяйственного производства и выполнении пятилетнего плана продажи государству продуктов земледелия и животноводства» удостоена звания Героя Социалистического Труда с вручением ордена Ленина и золотой медали Серп и Молот.
Проработала дояркой около 25 лет. В 1975 году вышла на пенсию. Персональный пенсионер республиканского значения. Проживала в Курган-Тюбе, где скончалась в 1979 году.
Награды
- Герой Социалистического Труда
- Орден Ленина
- Почётная Грамота Президиума Верховного Совета Таджикской ССР